# スペイン下院

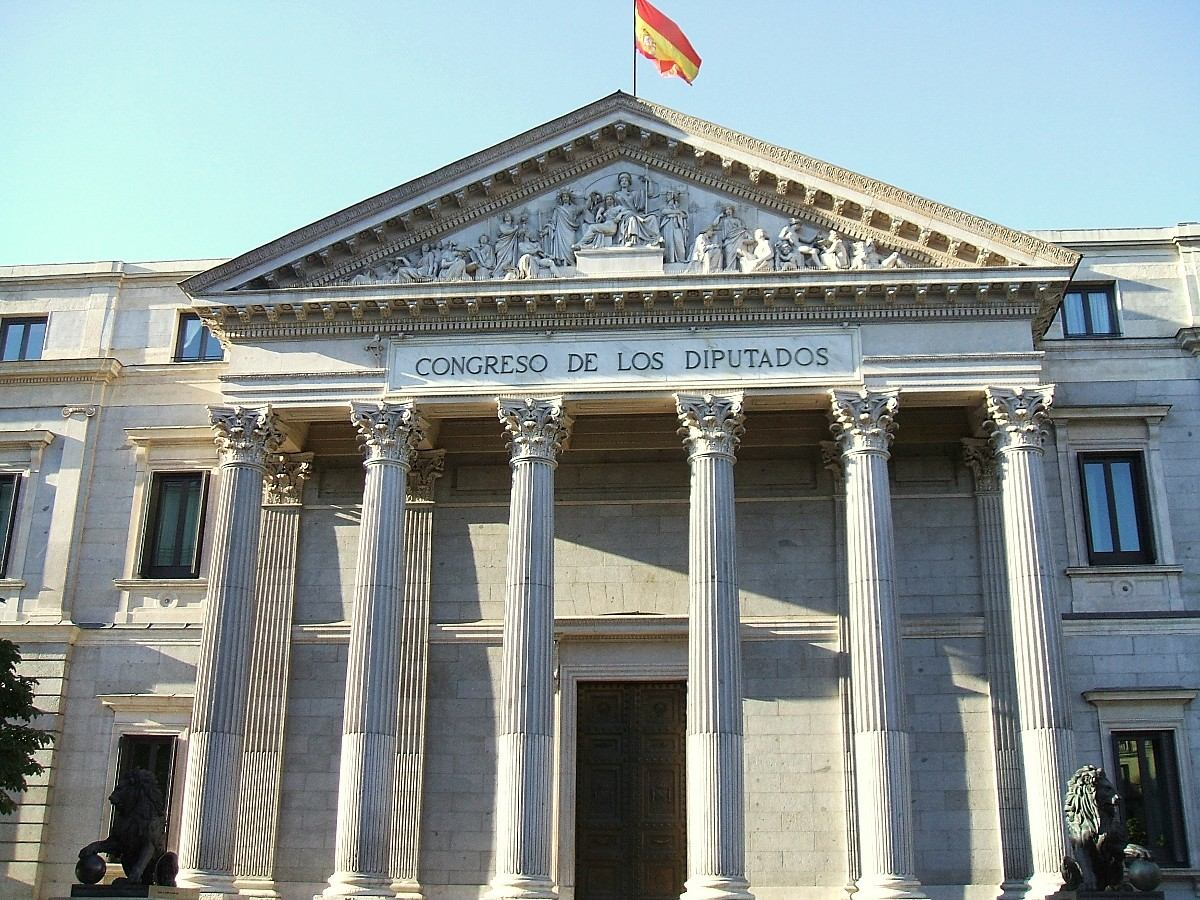
下院議事堂

スペイン下院（スペインかいん、スペイン語: Congreso de los Diputados）は、スペインの立法府である国会(Cortes Generales)の下院にあたる議会である。代議院（だいぎいん）ともいう。

## 概要
- 定数：350議席－憲法上の定数は300-400と定められているが、選挙制度に関わる法律で定数が定められている。
- 議員の選出方法
  - 選挙区は県単位とし、比例代表（ドント式）で各政党に議席を配分する。
  - 各県に最低２名ずつ配分し、セウタとメリリャからはそれぞれ１名を選出する。残る248議席分は人口比例で配分する。
- 任期：4年－憲法第68条第4項に規定

### 執行部
- 第15回議会（XV Legislatura、任期：2023-2027）
  - 議長 - フランシーナ・アルメンゴル（PSOE）
  - 第一副議長 - アルフォンソ・ロドリゲス（PSOE）
  - 第二副議長 - ホセ・アントニオ・ベルムデス・デ・カストロ（PP）
  - 第三副議長 - エスター・ヒル・デ・レボレニョ（SMR）
  - 第四副議長 - マルタ・ゴンザレス（PSOE）
  - 第一書記 - ヘラルド・ピサレロ（BComú）
  - 第二書記 - イサウラ・レアル（PSOE）
  - 第三書記 - ギジェルモ・マリスカル（PP）
  - 第四書記 - マリカルメン・ナバロ・ラコバ（PP）

### 党派
|  | 議会グループ                                                                    | 略称                                                        | 議席数 | 構成 |
|  | ------------------------------------------------------------------------------- | ----------------------------------------------------------- | ------ | --- |
|  | Grupo Parlamentario Socialista                                                  | Socialista                                                  | 121    | スペイン社会労働党（PSOE）：121 カタルーニャ社会党（PSC）：0                                                                                  |
|  | Grupo Parlamentario Popular en el Congreso                                      | Popular en el Congreso                                      | 137    | 国民党（PP）：137 |
|  | Grupo Parlamentario VOX                                                         | VOX                                                         | 33     | Vox：33 |
|  | Grupo Parlamentario Confederal de Unidas Podemos-En Comú Podem-Galicia en Común | Confederal de Unidos Podemos-En Comú Podem-Galicia en Común |        | ウニダス・ポデモス： アン・クムー・プデム： Galicia en Común：                                                                                |
|  | Grupo Parlamentario Republicano                                                 | Republicano                                                 | 7      | カタルーニャ共和主義左翼（ERC）：7 |
|  | Grupo Parlamentario Plurial                                                     | Grupo Plurial                                               | 8      | Junts per Catalunya (JxCAT)：7 ガリシア民族主義ブロック (BNG)：1                                                                              |
|  | Grupo Parlamentario Mixto                                                       | Grupo Mixto                                                 | 11     | 人民統一候補 (CUP-PR)： カナリア連合 (CC-PNC)：1 カンタブリア地域主義党 (PRC)： Teruel Existe (TE)： フォロ・アストゥリアス (FORO)： 無所属： |
|  | Grupo Parlamentario Ciudadanos                                                  | Ciudadanos                                                  |        | シウダダノス： |
|  | Grupo Parlamentario Vasco (EAJ-PNV)                                             | Vasco (EAJ-PNV)                                             | 6      | バスク民族主義党（EAJ-PNV）：6 |
|  | Grupo Parlamentario Euskal Herria Bildu                                         | Euskal Herria Bildu                                         | 5      | エウスカル・エリア・ビルドゥ（EH Bildu）：5                                                                                                   |

出典：

## 下院の優位

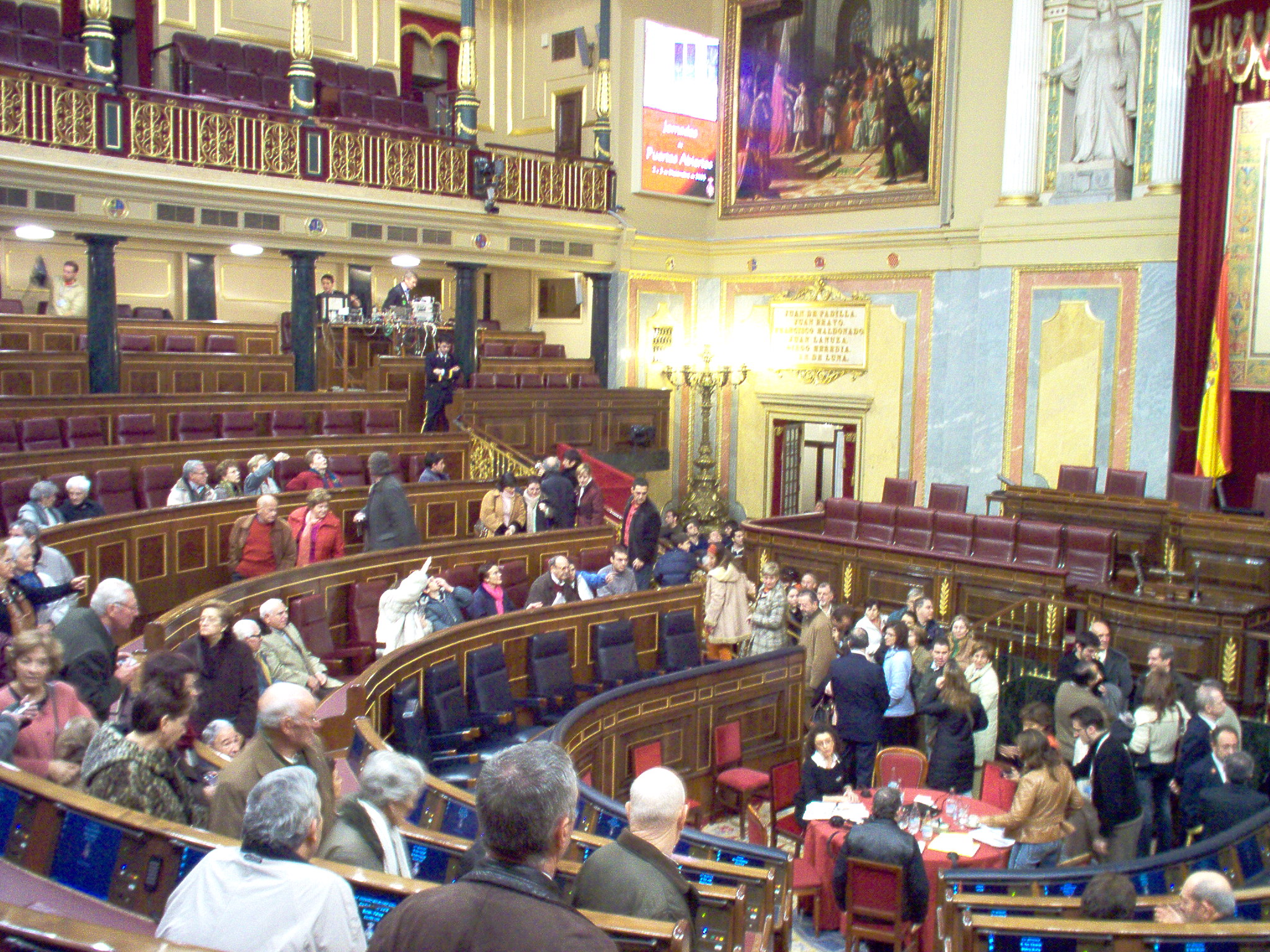
下院本会議場

スペインの国会は、下院と上院の2つの議会で構成される両院制であるが、下院は憲法において上院に対する優位性が定められている。これは、上院が全国均等に議席配分されるのに対し、下院は人口比例で各県に議席が配分され、比例代表で選出される分だけ、より国民の民意を反映しているとみなされることにもよる。

### 法案の先議権
法案の先議権は下院が有しており、ここで可決された場合に上院に送付され、そこでの審議を経て可決されたときに成立する。しかし、上院において下院の決定に反する意向が示された場合には、以下のような形式で下院の優位が認められている（スペイン憲法第90条の規定）。
1. 上院で法案が否決された場合は、下院において絶対多数決（全議員の過半数）で再可決
2. 再び上院に法案を送付後、その審議が2ヶ月以上経過した時、下院が単純多数決（出席議員の過半数）で可決
3. 上院が法案の修正案を提出したときは、下院において単純多数決で可決

### 首班指名
首相の選出は、下院のみが有する権限で上院は関わらない。国王に推挙された候補者が下院において施政演説を行ったうえで、下院議員の投票で絶対多数の信任を受けた時に国王はその候補者を首相に任命できる。
首班指名の手順
1. 国王が下院の各会派のトップを宮殿に呼び、各会派代表者と協議を行なう（スペイン憲法第99条第1項）
2. 国王が下院の議長を通して、政府首班 (首相)候補者を指名する（スペイン憲法第99条第1項）。通常は、日本で例えれば、衆議院の中での最大会派の代表クラスの人物が候補になる。
3. 指名を受けた候補者は下院に対して、候補者自身が組織しようとする内閣の施政方針演説を行ない、下院の絶対多数の信任を求める（スペイン憲法第99条第2項）。各会派代表が候補者に対し、質疑、そして討論が行われ、その後口頭によって投票が行われる。
4. 下院から信任を得た候補者は、国王がその者を首相に任命する。しかし、（下院で）信任が得られなかった場合は、再考期間として48時間の後に、再び評決が行なわれる。この時は下院の単純多数の信任で足りる。それでも信任の議決がない場合は、再びこの手続をもって、第2の候補者が指名される（スペイン憲法第99条第3項・4項）。
5. 首相の最初の表決から2ヶ月の期間が経過してもなお、下院の信任を得られなかった場合は、国王は下院と上院を解散し、かつ下院議長の副署 (Refrendo) を以って、新たな選挙を実施する（スペイン憲法第99条第5項）。

### 内閣信任
内閣の信任の可否も下院のみに与えられた権限である（スペイン憲法第114条）。首相が内閣の信任を下院に求め、下院において出席議員過半数の賛成が得られずに信任決議案が否決された場合は、国王に対し、内閣総辞職を申し出なければならない。

### 内閣不信任
信任とは別に、内閣不信任の権限も下院に与えられている。不信任動議（Moción de Censura）の提出には、最低でも下院の全議員10分の1以上の署名が求められ、かつ、後任の首相候補者も動議に明記しなければならない（スペイン憲法113条）と規定されているが、これはドイツ連邦共和国基本法の建設的不信任制度に沿ったものといえる。そして、不信任動議が全下院議員の過半数の賛成で承認されたときは、内閣は国王に対して辞職を申し出なければならない（スペイン憲法第114条2項）。

## 下院の権限
前章で紹介した以外の権限について紹介する。
- 政令法（Decretos-Leyes）の承認
- 組織法（Leyes Organicas）[注釈 1]を全議員の過半数（絶対多数）で承認すること
- 国民投票により民意を問うことを認める（下院の承認を得た上で、首相の具申によって国王が布告する）
- 国内に非常事態が発生した際に内閣が宣言する戒厳令への制限